# Caraphia borneana
Caraphia borneana är en skalbaggsart som beskrevs av Antonio Vives 2005. Caraphia borneana ingår i släktet Caraphia och familjen långhorningar. Inga underarter finns listade.